# Cervo (Italia)
Cervo (Cèrvu en ligur) es una ciudad antigua y municipio italiano de 1.157 habitantes de la provincia de Imperia. 

## Lugares de interés

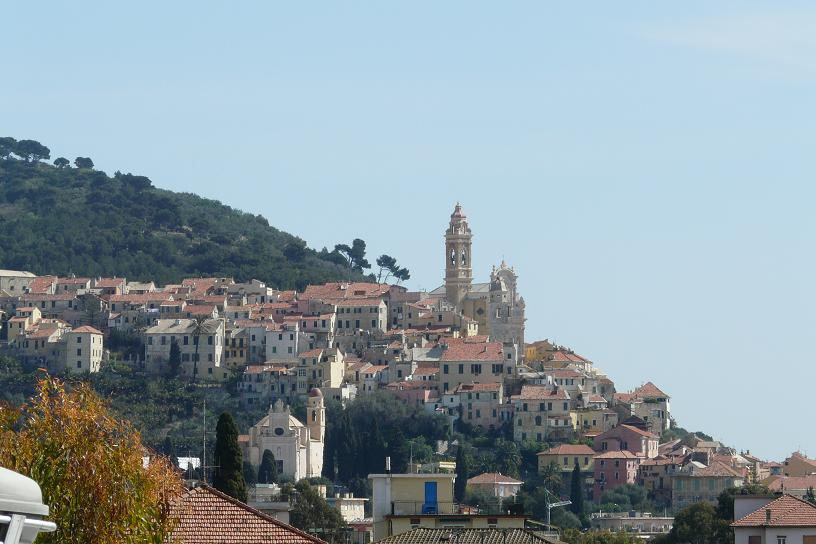
El pueblo de Cervo.

Su principal atractivo artístico es la iglesia barroca que da al mar. La iglesia de San Giovanni Battista (San Juan Bautista fue construida a caballo entre el siglo XVII y el XVIII. El edificio es conocido también con la denominación local de dei Corallini, porque se erigió gracias a las ganancias provenientes de la pesca del coral, y está considerado uno de los mayores monumentos en estilo barroco de la Riviera ligure di ponente o Riviera Ponente. 
Las conexiones de Cervo con la música clásica datan de 1964, cuando el Festival Internacional de Música de Cámara de Cervo fue creado por el famoso violinista húngaro Sándor Végh. El evento se ha celebrado desde entonces todos los veranos. Clases de música magistrales - Accademia di Cervo - se celebran en septiembre, y una academia de guitarra en junio.

## Economía
El principal recurso económico del municipio es la actividad ligada al turismo, especialmente en época veraniega, y la agricultura, gracias a la discreta producción de aceite de oliva. También son productos locales los vinos Pigato y Vermentino.

## Enlaces externos

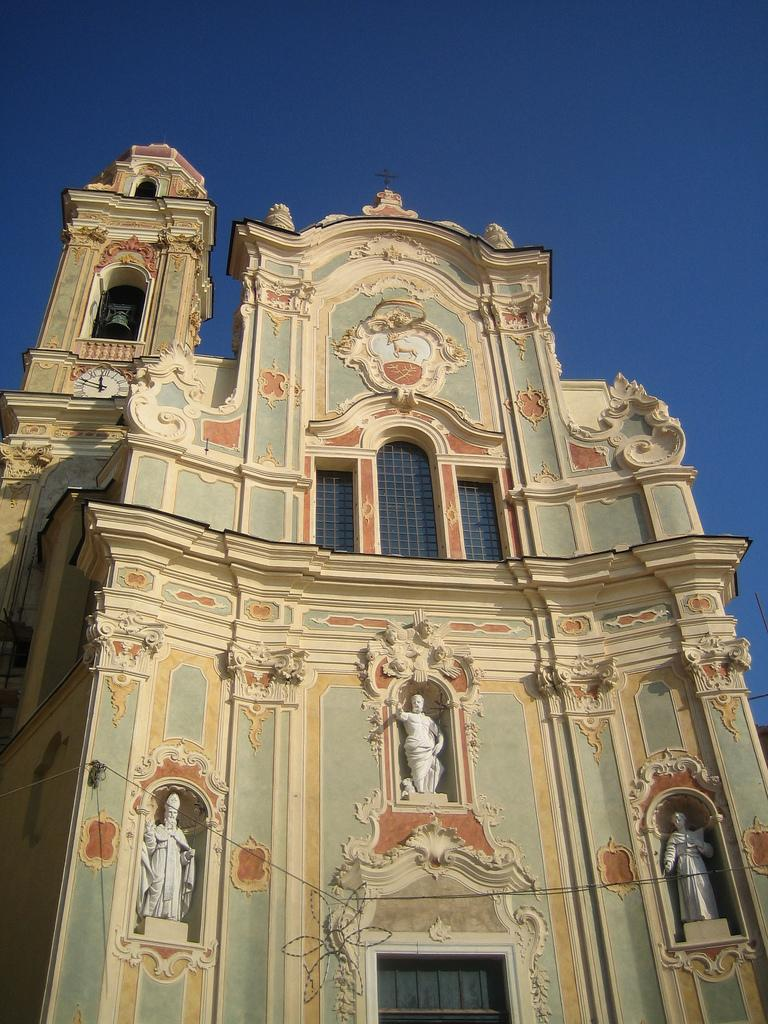
Iglesia de San Juan Bautista en Cervo.

## Evolución demográfica
| Gráfica de evolución demográfica de Cervo entre 1861 y 2001 |
|                                                             |
| Fuente ISTAT - elaboración gráfica de Wikipedia             |

## Ciudades hermanas
Cervo está hermanada con:
- Pilón  Cuba
- Cervo  España